# Три корейські держави
Період трьох держав (кор. 삼국 시대, 大韓民國, латиніз. samgug sidae) — назва періоду в історії Кореї з 57 року до н. е. до 668 року, коли на території Корейського півострова та Маньчжурії домінували три корейські ранньофеодальні держави: Когурьо, Сілла і Пекче. Крім них на півдні Корейського півострова існувала племінна конфедерація Кая та Пуйо. Внаслідок постійної боротьби між цими державами наприкінці VII століття за підтримки китайської династії Тан державі Сілла вдалося об'єднати корейські королівства в єдину державу.

## Назва
Слово «Самгук», що означає по-корейськи «Три держави», використовувалося в корейських назвах класичних текстів «Самгук Сагі» і «Самгук Юса».[джерело?]

## Історія

### Заснування
Згідно з Самгук сагі, найдавнішим письмовим документом з історії Кореї, що зберігся дотепер, державу Сілла було засновано в 57 році до н. е., Когурьо — в 37 році до н. е. (за позицією влади КНДР — у 227 році до н. е.) і Пекче — у 18 році до н. е. Втім, з оцінки розвитку соціальних інститутів і відносин з Китаєм першим сформувалося Когурьо, згодом Пекче і насамкінець Сілла.
Згідно з літописною традицією період трьох держав розпочався 57 до н. е., коли держава Саро (пізніша назва Сілла) у південно-східній частині півострова здобула автономію від китайської імперської династії Хань. Держава Когурьо, розташована на північ і південь від річки Ялуцзян (корейська назва — Амнокан), територію якої сьогодні поділяють Китай і КНДР, здобула незалежність від Китаю в 37 до н. е. У 18 до н. е. два сини правителя Когурьо, не бажаючи воювати за владу, втекли з держави й заснували державу Пекче на південному-заході півострова. Столицею Пекче спочатку був Хансон (теперішній Кванджу), а згодом — Унчхон (теперішній Конджу), і насамкінець — Сабі (у нинішньому повіті Пуйо). У I столітті н. е. від Пекче відділилась Кая.

### Розвиток
Когурьо, яке вело численні війни проти Китаю, було своєрідним щитом для інших корейських держав. Когурьо стало повноцінною державою під час правління Теджодевана (53—146). Пекче, яке було розташоване в басейні річки Хан, в часи правління Кої (234—286) поглинуло конфедерацію Махан і стало сильною державою. Географічно ізольоване Сілла стало повноцінною державою під правління Немуля (356—402) після приєднання інших членів племінного об'єднання Чінхан.
Падіння Ханьської династії на початку III століття позбавило три корейські держави від необхідності протистояти зовнішній загрозі. Культура у всіх трьох держав була спільною. Починаючи з I століття серед вищих кіл корейського суспільства почало поширюватися конфуціанство, яке
пізніше було доповнене буддизмом.
Когурьо, найбільша з трьох держав, мала в різні періоди своєї історії дві різні столиці — Хвандо (нині Цзіань на китайському березі річки Ялуцзян) і Пхеньян. Когурьо, яке спочатку виникло на кордоні з Китаєм, поступово розширило свої володіння за рахунок Маньчжурії. Культурний вплив Китаю зберігався до кінця IV століття, коли 372 року як офіційну релігію було прийнято буддизм. Приблизно в той же час це сталося і в Пекче. Панування Пекче поширилося майже на половину південної частини півострова.
Держава Саро в першій половині IV століття повністю приєднало до себе Кая. У 503 вона змінила свою назву на Сілла. Столиця Сілли була в сучасному Чинджу. Буддизм став тут офіційною релігією в 528.
З розширенням території трьох корейських держав між ними почалася боротьба за домінування на всьому Корейському півострові, яку прагнули використовувати в своїх цілях феодальні правителі Китаю. Імператор Ян-ді в 612 спорядив величезну армію і відправив її у похід з метою завоювання Когурьо, але зазнав поразки.

### Об'єднання
Китайська династія Тан з 645 здійснила низку безуспішних походів проти Когурьо. Втім, внаслідок постійних війн Когурьо з Китаєм часів династій Суй і Тан перше було сильно ослаблене. Водночас між Пекче і Сіллою відбулося декілька війн. Сіллі вдалося посилити власні позиції під керівництвом генералів Кім Чхун Чху (який пізніше став королем Муйолем) і Кім Юсіна. За військової підтримки династії Тан державі Сілла вдалося в 660 році завоювати Пекче, а вже в 668 — Когурьо. Танська династія сподівалася закріпити за собою всі землі Когурьо і Пекче, але вона наштовхнулася на опір місцевого населення, підтримане її колишнім союзником — державою Сілла, яка почала домінувати на Корейському півострові.[джерело?] У результаті боротьби Сілли проти Китаю в 676 році танські війська були вигнані з Когурьо й Пекче, а державі Сілла вдалося до VIII століття об'єднати всю територію Корейського півострова.
Таким чином завершився період трьох корейських держав і почалася історія об'єднаної держави Сілла.

## Держави

### Когурьо

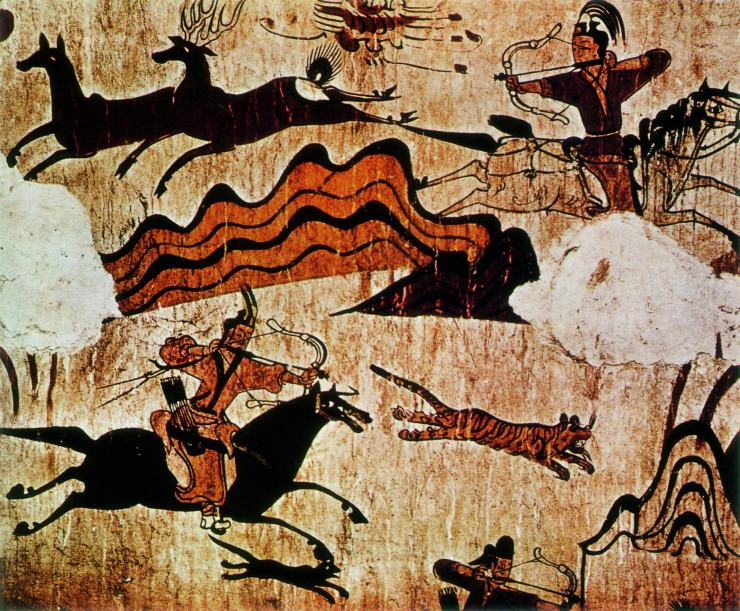
Настінний розпис гробниці Когурьо

Когурьо було дуже войовничою державою; воно було сильною імперією і однією з великих держав Східної Азії. Найбільшої могутності держава досягла в п'ятому столітті, під час правління Квангетхо та його сина Чансухо, зокрема під час їхньої кампанії в Маньчжурії. Протягом наступного століття Когурьо було панівною державою в Маньчжурії і на Корейському півострові. Когурьо зрештою окупувало Ляодунські рівнини в Маньчжурії і територію, де сьогодні розташований Сеул. Квангетхо вдалося на певний час частково об'єднати корейські держави.

### Пекче
Пекче було засноване як член племінної конфедерації Махан. Двоє синів засновника Когурьо, не бажаючи брати участь у конфлікті за спадщину, заснували власне королівство Пекче поблизу сучасного Сеула.
Пекче поглинуло та завоювало інших членів конфедерації Махан і у IV столітті, на піку своєї могутності, контролювало більшу частину заходу Корейського півострова. Буддизм безперешкодно почав проникати до Пекче з Когурьо в 384 році.
Пекче було великою морською державою; її позиції в мореплавстві зробили її «Фінікією Східної Азії» і сприяли поширенню буддизму в Східній Азії і континентальної культури в Японії. Пекче відігравало фундаментальну роль у передачі культурних і матеріальних досягнень до стародавньої Японії, включно з китайською писемністю, китайською та корейською літературами, такими технологіями як чорна металургія і кераміка, архітектурними стилями, шовківництвом та буддизмом.
Пекче певний період часу було сильною військовою державою на Корейському півострові, особливо під час правління Кинчхого, проте королівство зазнало нищівної поразки від Квангетхо і занепало.

### Сілла

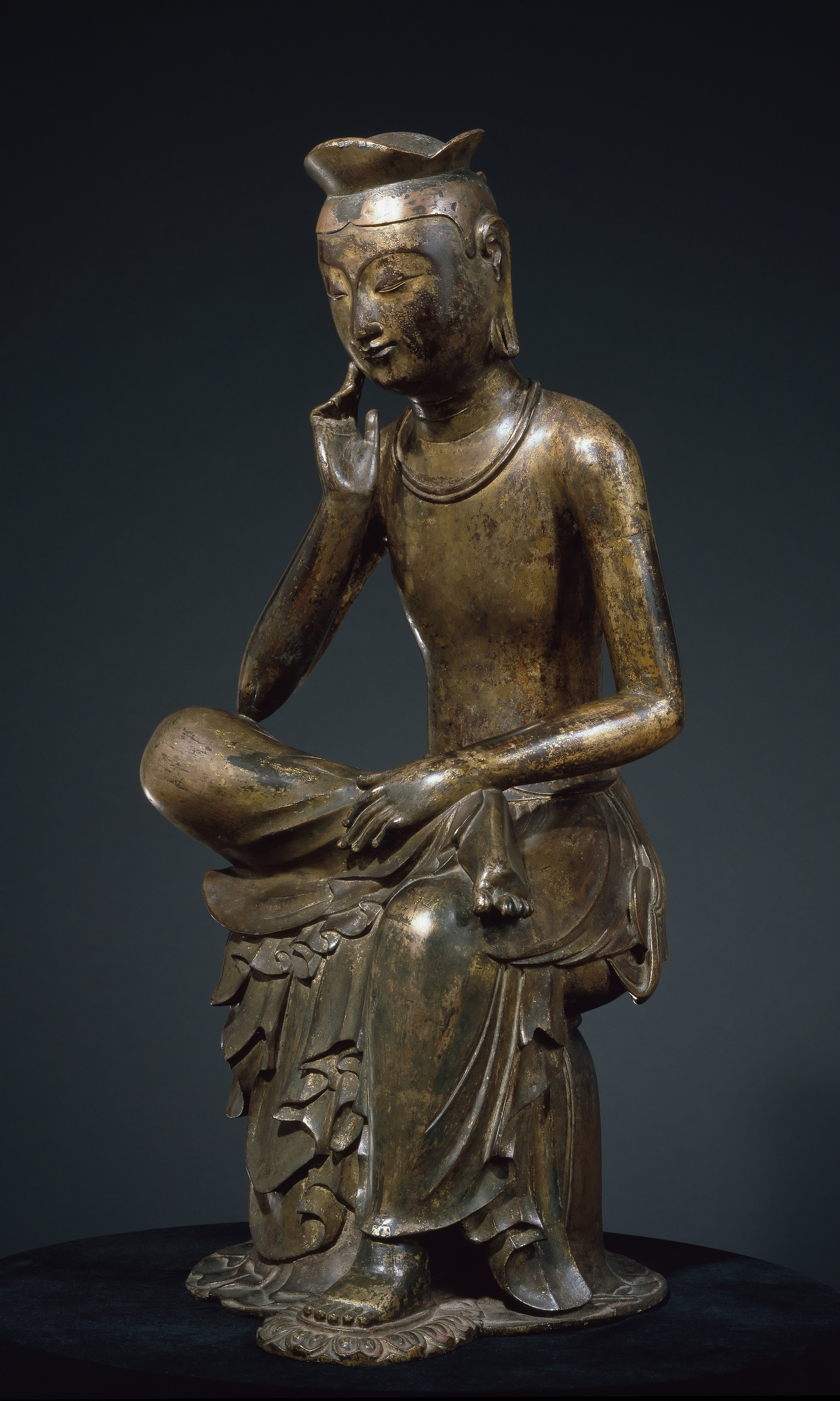
Позолочена бронзова статуя Майтреї, VII століття

Сілла була найменшою і найслабшою з трьох корейських держав, проте вона використовувала хитрі дипломатичні засоби для укладання опортуністичних договорів та союзів із сильнішими корейськими королівствами, а згодом — з Китаєм, що давало їй велику перевагу.
Мова Сілла серед мов трьох корейських держав є найближчою до сучасної корейської, вона стала предком середньокорейської мови.